# Etton de Dompierre sur Helpe
Etton de Dompierre sur Helpe est un moine irlandais venu en Thiérache au VIIe siècle pour évangéliser la population.

## Biographie
Etton naît en Irlande vers 590, comme beaucoup d'Irlandais à l'époque il part pour Rome avec un groupe de sept moines, avant de commencer son apostolat. Il est alors ordonné évêque par le pape Martin Ier et part en mission pour convertir la Thiérache. Il se fixe en Artois.
Il part ensuite pour le Hainaut ; à Fusciau il s'installe avec quelques fidèles, il crée alors un monastère.
Avant de mourir, il se retire dans un ermitage dans la forêt de Dompierre-sur-Helpe. Il meurt vers 660.

## Reliques

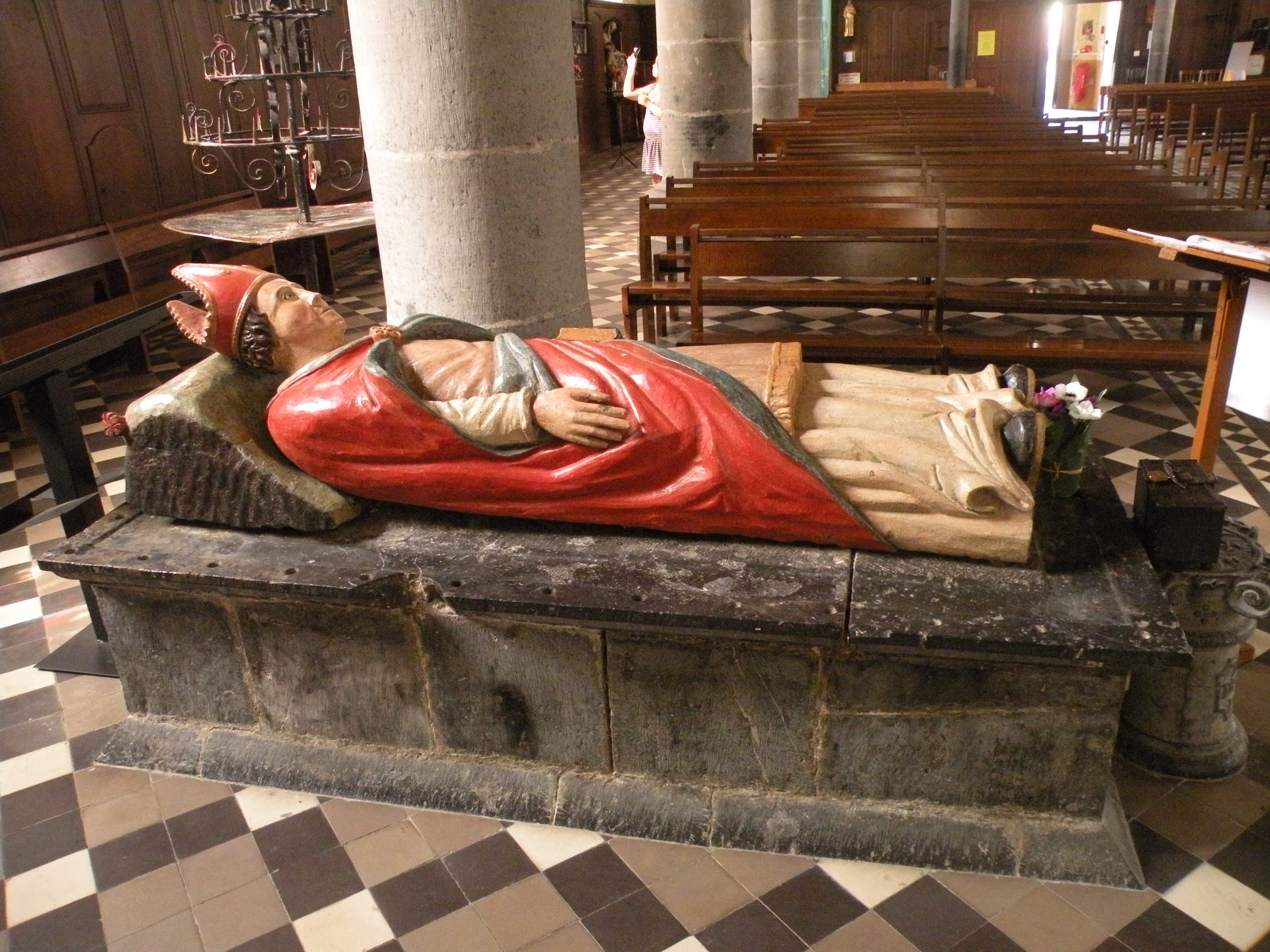
Gisant de saint Etton

Pendant longtemps les reliques se sont trouvées à Mons, au XVIe siècle l'abbaye de Liessies les recueille et en juillet 1789, 400 habitants partent pour l'abbaye et ramènent les reliques à Dompierre.